# Зохре (река)
Зохре́ (перс. رودخانه زهره‎ — Венера) — река на западе Ирана. Образуется при слиянии рек Рудханейе-Фехлиан и Руде-Тенге-Шу, которые стекают с южных склонов Загроса, к северо-западу от города Нурабад, к юго-западу от Ясуджа, в остане (провинции) Фарс, впадает в Персидский залив Индийского океана в 25 км к юго-западу от Хендиджана, на юго-востоке остана Хузестан.
В античности называлась Аросис (др.-греч. Ἄροσις, лат. Arosis), Заротис (Zarotis), Оратис (Oratis), также Ороат (Ороатис, Ороатида, др.-греч. Ὀροάτις, лат. Oroatis). По реке проходила граница Парсы (Персиды, современного остана Фарс) и Сузианы. В устье реки останавливался флот Неарха для отдыха и чтобы набрать воды на пять дней для плавания вдоль берегов Сузианы.
Долина Зохре представляет большой археологический интерес. Её месторасположение между Персидским заливом и горами Загрос имеет большое значение. Известно несколько поселений конца 5-го тысячелетия до н. э., расположенных вдоль реки Зохре. Среди них Тельчегах-Софла было самым важным, демонстрируя явные признаки социальной дифференциации, выраженной в большом кладбище рядом с поселением.